# Medel (Lucmagn)
Medel (Lucmagn) (äldre tysk benämning Medels im Oberland) är en kommun i regionen Surselva i kantonen Graubünden, Schweiz. Kommunen har 328 invånare (2023).
Den motsvarar i stort sett dalen Val Medel som sträcker sig från Lukmanierpasset (Pass dil Lucmagn) i söder till Mustér i norr. Kommunen består av ett antal byar, varav den nordligaste, Curaglia, är störst med sina 250 invånare, medan den mindre byn Platta är bygdens historiska huvudort.

## Språk
Det traditionella språket är surselvisk rätoromanska, som alltjämt är modersmål för de allra flesta invånarna, och det språk som används i skolundervisning och kommunal förvaltning.

## Religion
Kyrkorna i Curaglia och Platta är katolska. Den reformerta minoriteten söker kyrka i närbelägna Mustér.

## Arbetsliv
Primarnäringarna har minskat, men upptar fortfarande den största delen av det lokala näringslivet, vartill turism har kommit att spela en allt större roll. Kommunen får sedan 1929 stora intäkter av vattenkraft. Drygt en tredjedel av de förvärvsarbetande pendlar ut från kommunen, främst till närbelägna  Mustér.